# Kungälvs pedagogi
Kungälvs pedagogi var en skola, pedagogi, i Kungälv som verkade från 1862 till 1 juli 1893.
År 1854 omnämns skolan som en pedogogi men inte som lärdomsskola, 1877 som en tvåklassig pedagogi som funnits sedan 1862 och 1888 som en pedagogi med 18 elever .
Pedagogin som aldrig var elementarläroverk och inte blev lägre allmänt läroverk 1879 lades ner 1 juli 1893 och efterföljdes inte förrän på 1930-talet av en likartad utbildning i föregångaren till Kungälvs högre allmänna läroverk. 